# Damien Donaldson
Damien Donaldson detto Bluey (1989) è un ex giocatore di football americano e allenatore di football americano australiano, che ha giocato come strong safety.